# Osterheide

Wappenähnliches Logo des gemeindefreien Bezirks. Die Steine im unteren Teil symbolisieren die Sieben Steinhäuser

Die Osterheide ist ein bewohnter gemeindefreier Bezirk im Landkreis Heidekreis am Südrand der Lüneburger Heide in Niedersachsen. Das Gebiet liegt südlich und östlich von Bad Fallingbostel und etwa 20 km westlich des Naturparks Südheide.

## Geographie
Das 178,53 km²
große Gebiet hat 315 Einwohner (Stand: 31. Dezember 2023). Sitz der Verwaltung ist das Dorf Oerbke; weiter gehören die Dörfer Ostenholz und Wense zu dem gemeindefreien Bezirk. Die kommunale Verwaltung des NATO-Truppenübungsplatzes (TrÜbPl) Bergen erfolgt durch den gemeindefreien Bezirk Osterheide gemeinsam mit dem östlich angrenzenden gemeindefreien Bezirk Lohheide.
Nachbargemeinden des Gebiets sind, aufgelistet im Uhrzeigersinn:
- Essel (Süden)
- Walsrode (Westen)
- Bad Fallingbostel (Nordwesten/Norden)
- Wietzendorf (Norden/Nordosten)
- Lohheide (gemeindefreies Gebiet, Osten)
- Winsen

## Gliederung
Der gemeindefreie Bezirk gliedert sich in zehn Gemarkungen:
| Gemar- kungs- Nr. | Gemarkung            | Fläche (km²) | Bevölkerung 1961-06-06 | Koordinaten           | Bemerkungen     | PLZ   | Vorwahl |
| ----------------- | -------------------- | ------------ | ---------------------- | --------------------- | --------------- | ----- | ------- |
| 2342              | Becklinger Holz      | 12,12        | 0                      | 52° 52′ N, 009° 51′ O |                 | –     | –       |
| 2343              | Fuhrhop              | 2,98         | 0                      | 52° 56′ N, 009° 49′ O |                 | –     | –       |
| 2344              | Wense                | 8,01         | 96                     | 52° 55′ N, 009° 49′ O | Dorf            | 29683 | 05163   |
| 2346              | Untereinzingen       | 21,13        | 68                     | 52° 53′ N, 009° 47′ O |                 | –     | –       |
| 2347              | Obereinzingen        | 21,59        | 0                      | 52° 52′ N, 009° 48′ O |                 | –     | –       |
| 2348              | Oerbke               | 10,46        | 461                    | 52° 51′ N, 009° 44′ O | Verwaltungssitz | 29683 | 05162   |
| 2349              | Hartem               | 51,15        | 1397                   | 52° 49′ N, 009° 44′ O | Dorf Ostenholz  | 29664 | 05167   |
| 2350              | Oberndorfmark        | 20,80        | 0                      | 52° 50′ N, 009° 47′ O |                 | –     | –       |
| 3740              | Oberhode             | 30,59        | 327                    | 52° 46′ N, 009° 47′ O |                 | –     | –       |
| 3869              | Krelingen-Osterheide | 0,03         | 0                      | 52° 47′ N, 009° 41′ O |                 | –     | –       |
|                   | Osterheide           | 177,99       | ...                    | 52° 51′ N, 009° 44′ O |                 |       |         |

Die kleinste Gemarkung Krelingen-Osterheide liegt als Exklave umgeben vom südlichen Stadtgebiet der Stadt Walsrode, unmittelbar östlich des Autobahndreiecks Walsrode.
Das Wohnplatzverzeichnis Niedersachsen zum Stand 1. November 2006 weist folgende 41 Wohnplätze und Wüstungen für die zehn Gemarkungen nach:
| Becklinger Holz      |
| Becklinger Holz      |
| Fuhrhop              |
| Fuhrhop              |
| Hartem               |
| Blocksberg           |
| Boestlingen          |
| Ettenbostel          |
| Fahrenholz           |
| Fallingbostel, Lager |
| Hartem               |
| Im Katzhagen         |
| Mengdorf             |
| Ostenholz            |
| Ostenholzer Moor     |
| Pröbsten             |
| Seyersbruch          |
| Sieken               |
| Soehnholz            |
| Soelterbruch         |
| Krelingen            |
| Krelingen            |
| Obereinzingen        |
| Achterberg           |
| Ahlbrock             |
| Obereinzingen        |

| Oberhode                |
| Doevenhof               |
| Hambruch                |
| Heuersmuehlen           |
| Hohenbrelingen          |
| Meyerhof                |
| Meyersbruch             |
| Niederbrelingen         |
| Oberhode                |
| Ostsiedlung             |
| Schnierhof              |
| Oberndorfmark           |
| Oberndorfmark           |
| Oerbke                  |
| Oerbke                  |
| Oerbke, Lager           |
| Rammelshorst, Forsthaus |
| Untereinzingen          |
| Charlottenthal          |
| Einzingen               |
| Homannshof              |
| Schaeferei              |
| Untereinzingen          |
| Wense                   |
| Wense                   |

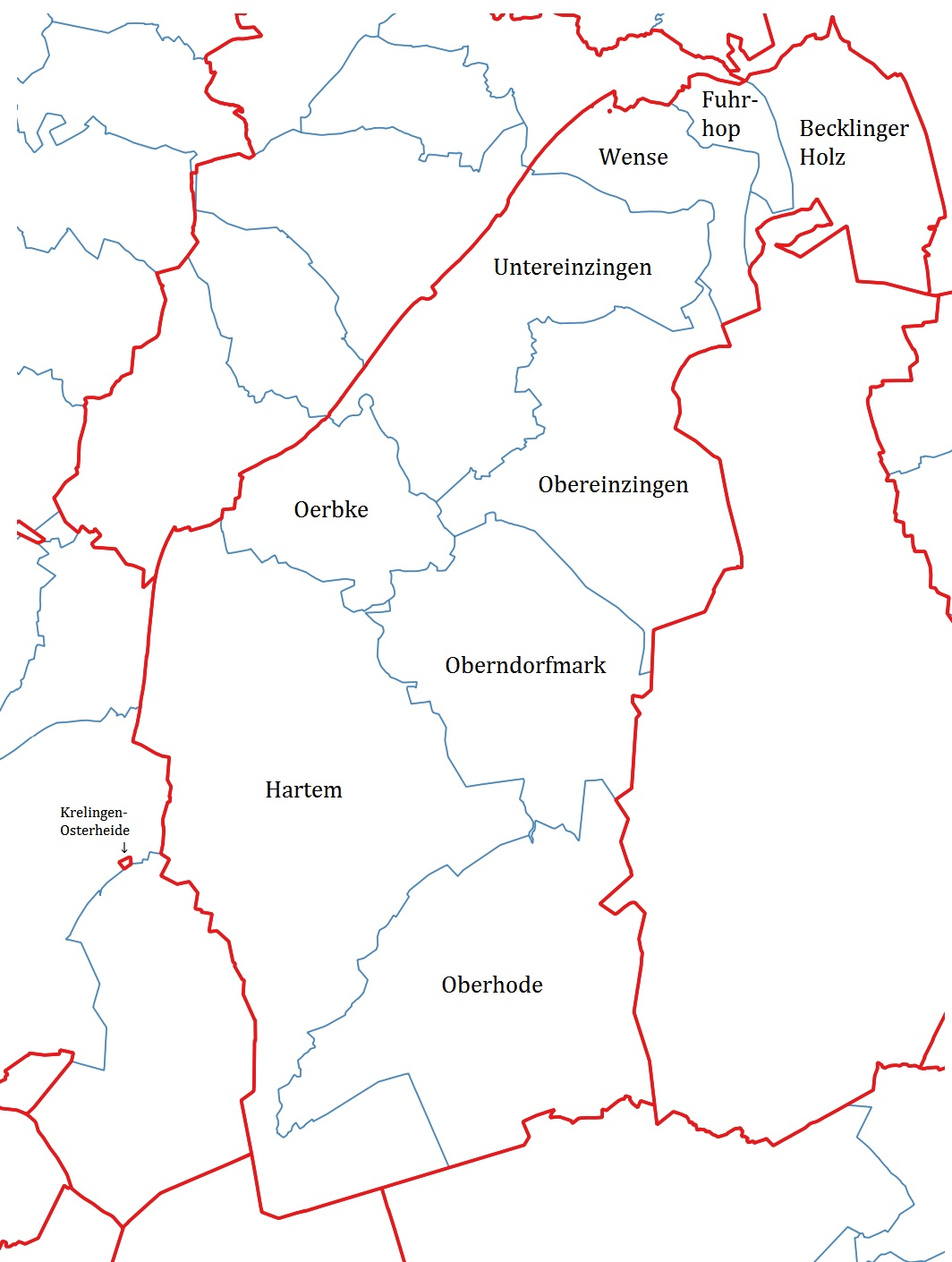
Gliederung des Bezirks Osterheide in 10 Gemarkungen

Einwohnerzahlen wurden zuletzt im Wohnplatzverzeichnis 1964 zum Volkszählungsstichtag 6. Juni 1961 nachgewiesen:
| Wohnplatz            | Gemarkung      | Bevölkerung 1961-06-06 | Koordinaten                       |
| -------------------- | -------------- | ---------------------- | --------------------------------- |
| Böstlingen 1)        | Hartem         | 136                    | 52° 49′ 42,0″ N, 009° 42′ 22,0″ O |
| Blocksberg           | Hartem         | 23                     | …                                 |
| Fahrenholz           | Hartem         | 158                    | 52° 49′ 13,0″ N, 009° 41′ 41,0″ O |
| Pröbsten             | Hartem         | 60                     | …                                 |
| Einzingen 1)         | Untereinzingen | 20                     | …                                 |
| Charlottenthal       | Untereinzingen | 21                     | …                                 |
| Hormannshof          | Untereinzingen | 16                     | …                                 |
| Schäferei            | Untereinzingen | 11                     | …                                 |
| Ettenbostel 1)       | Hartem         | 117                    | 52° 47′ 34,0″ N, 009° 42′ 21,0″ O |
| Mengdorf             | Hartem         | 39                     | …                                 |
| Seyersbruch          | Hartem         | 12                     | …                                 |
| Oberhode 1)          | Oberhode       | 149                    | …                                 |
| Blöcken              | Oberhode?      | 5                      | 52° 45′ 49,4″ N, 009° 44′ 41,4″ O |
| Dövenhof             | Oberhode       | 4                      | …                                 |
| Eitze                | Oberhode       | 23                     | …                                 |
| Hambruch             | Oberhode       | 19                     | 52° 46′ 21,9″ N, 009° 45′ 24,9″ O |
| Heidkamp             | Oberhode       | 13                     | …                                 |
| Hohenbrelingen       | Oberhode       | 21                     | …                                 |
| Meyerhof             | Oberhode       | 9                      | …                                 |
| Meyersbruch          | Oberhode       | 6                      | …                                 |
| Niederbrelingen      | Oberhode       | 15                     | …                                 |
| Ostsiedlung          | Oberhode       | 35                     | …                                 |
| Schnierhof           | Oberhode       | 9                      | …                                 |
| Oerbke 1)            | Oerbke         | 461                    | 52° 51′ 10,0″ N, 009° 43′ 48,0″ O |
| Fallingbostel, Lager | Hartem         | 288                    | …                                 |
| Ostenholz 1)         | Hartem         | 387                    | 52° 46′ 31,6″ N, 009° 43′ 20,2″ O |
| Heuersmühlen         | Oberhode       | 19                     | …                                 |
| Im Katzhagen         | Hartem         | 95                     | …                                 |
| Ostenholzer Moor     | Hartem         | 20                     | 52° 43′ 33,0″ N, 009° 42′ 31,0″ O |
| Sieken               | Hartem         | 37                     | …                                 |
| Söhnholz             | Hartem         | 19                     | …                                 |
| Sölterbruch          | Hartem         | 6                      | …                                 |
| Wense 1)             | Wense          | 96                     | 52° 55′ 11,0″ N, 009° 48′ 59,0″ O |
| Osterheide           |                | 2349                   | 52° 51′ 00,0″ N, 009° 44′ 00,0″ O |

1) ehem. Gemeinden

Karten des Gebietes Osterheide
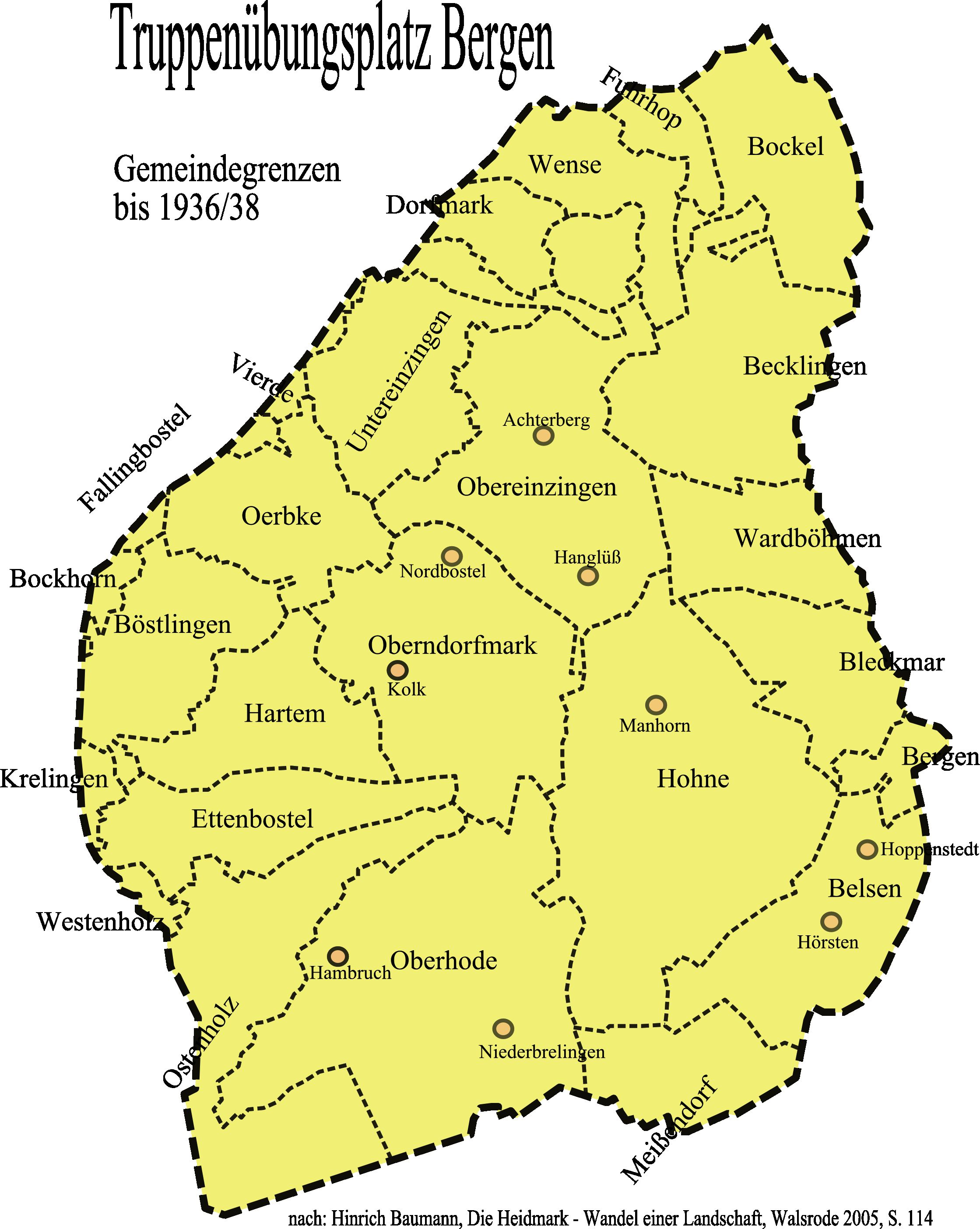
Truppenübungsplatz Bergen, Gemeindegrenzen 1936/38
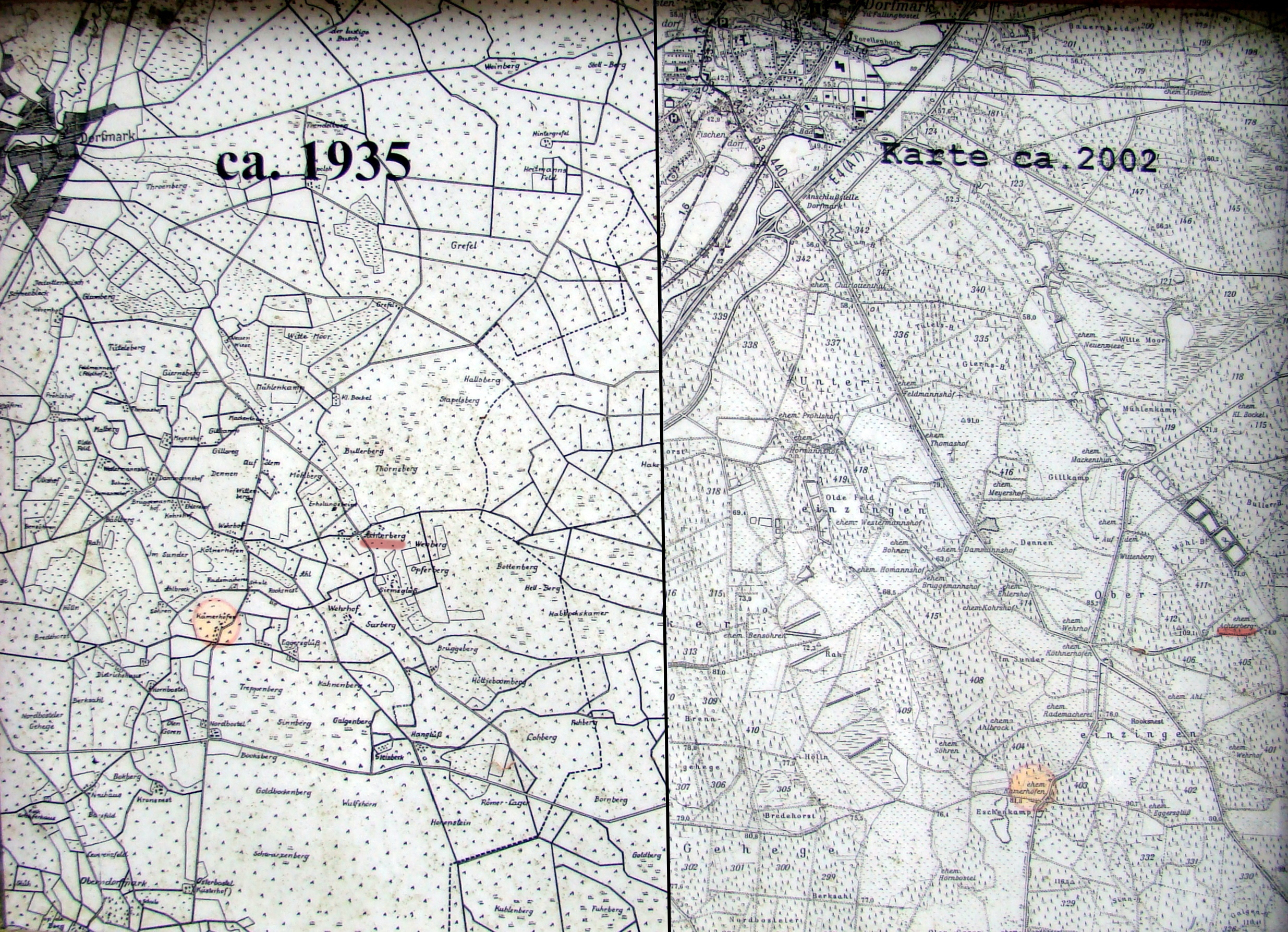
Die Heidmark 1935 und 2002
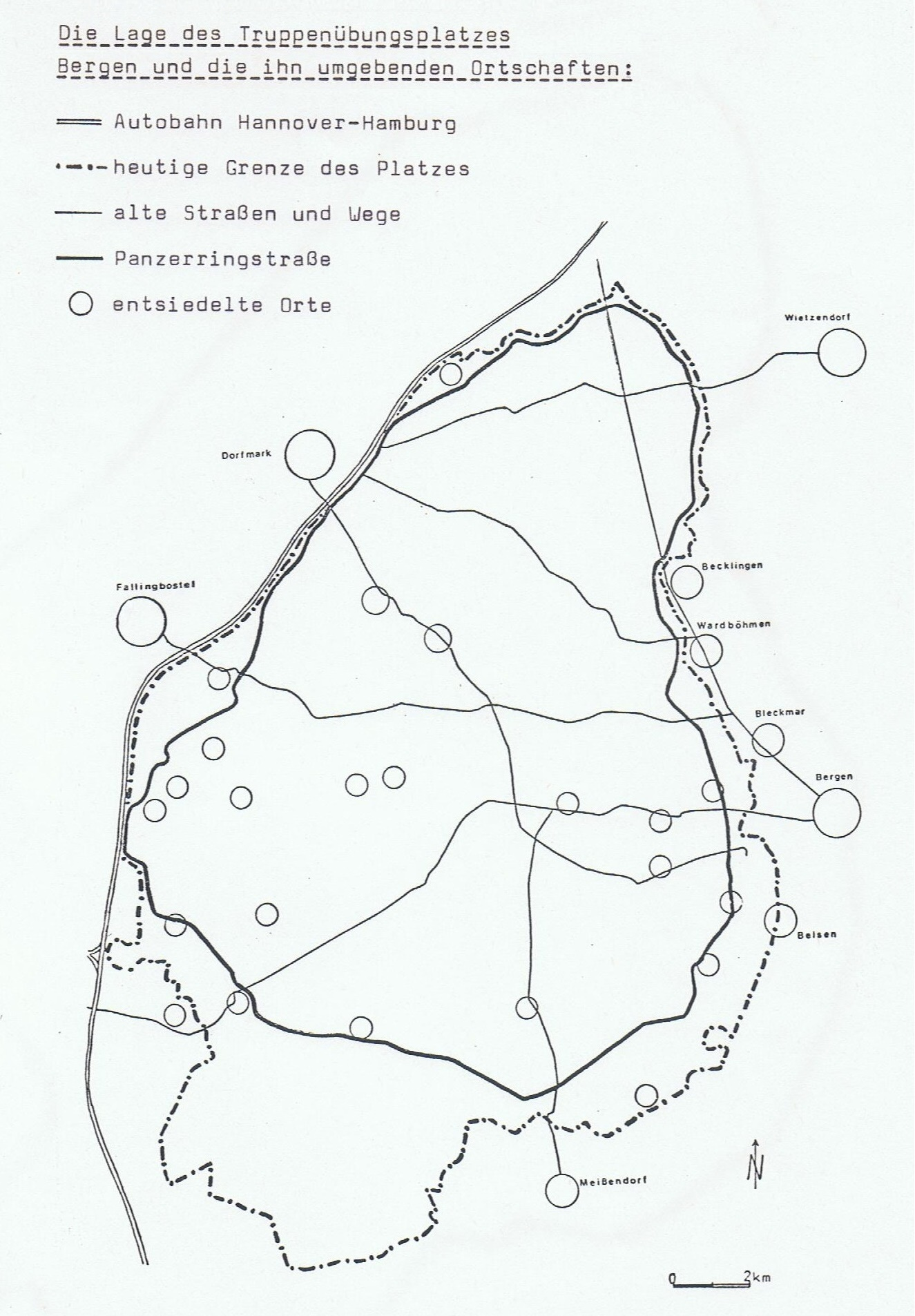
Bei der Einrichtung des TrÜbPl-Bergen entsiedelte Orte (ohne Namen)
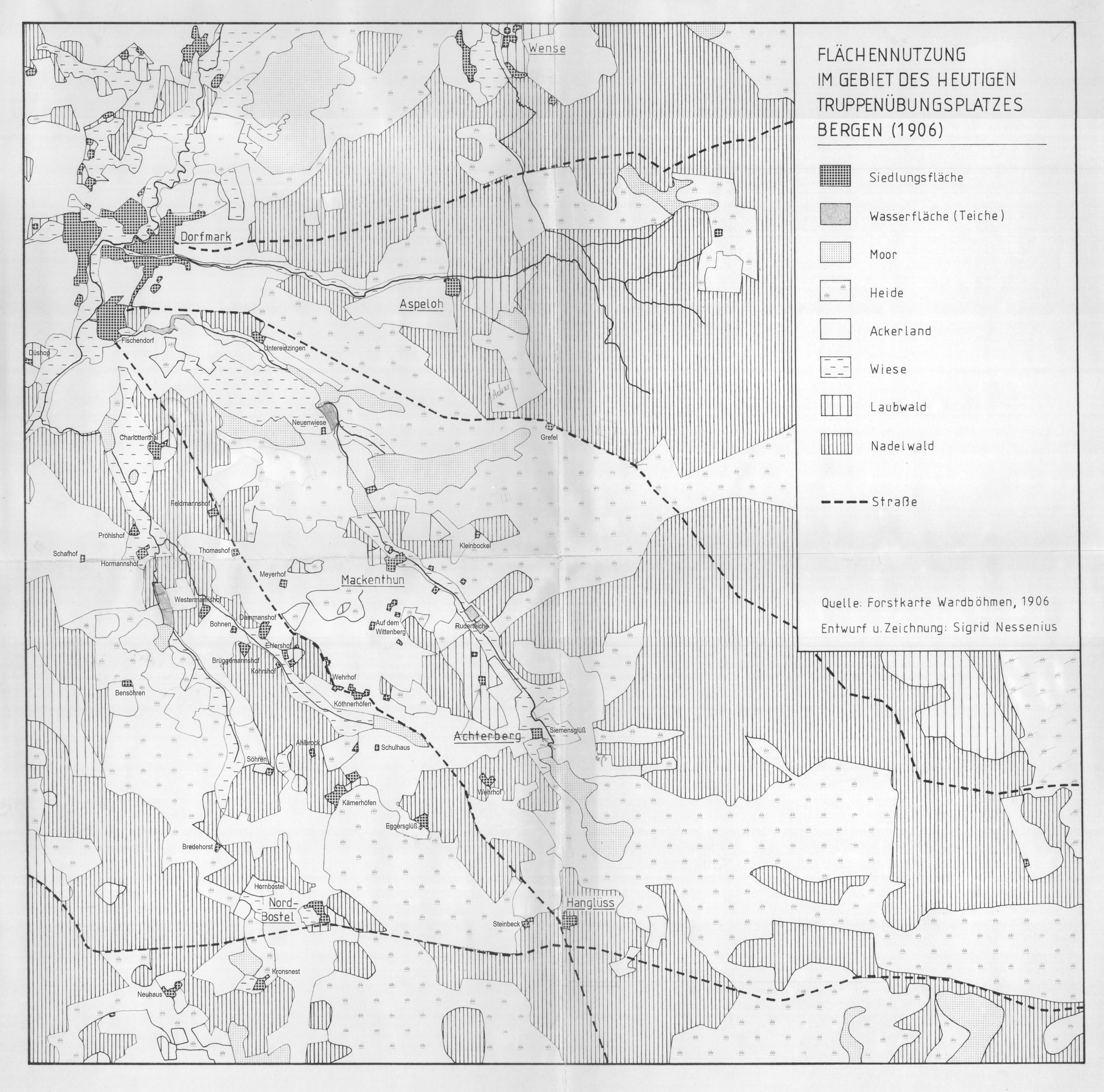
Flächennutzung in Obereinzingen und Untereinzingen 1906. Nordwestlich liegt Dorfmark. Im Süden verläuft die Straße von Oerbke über Nordbostel und Hanglüss nach Bleckmar.
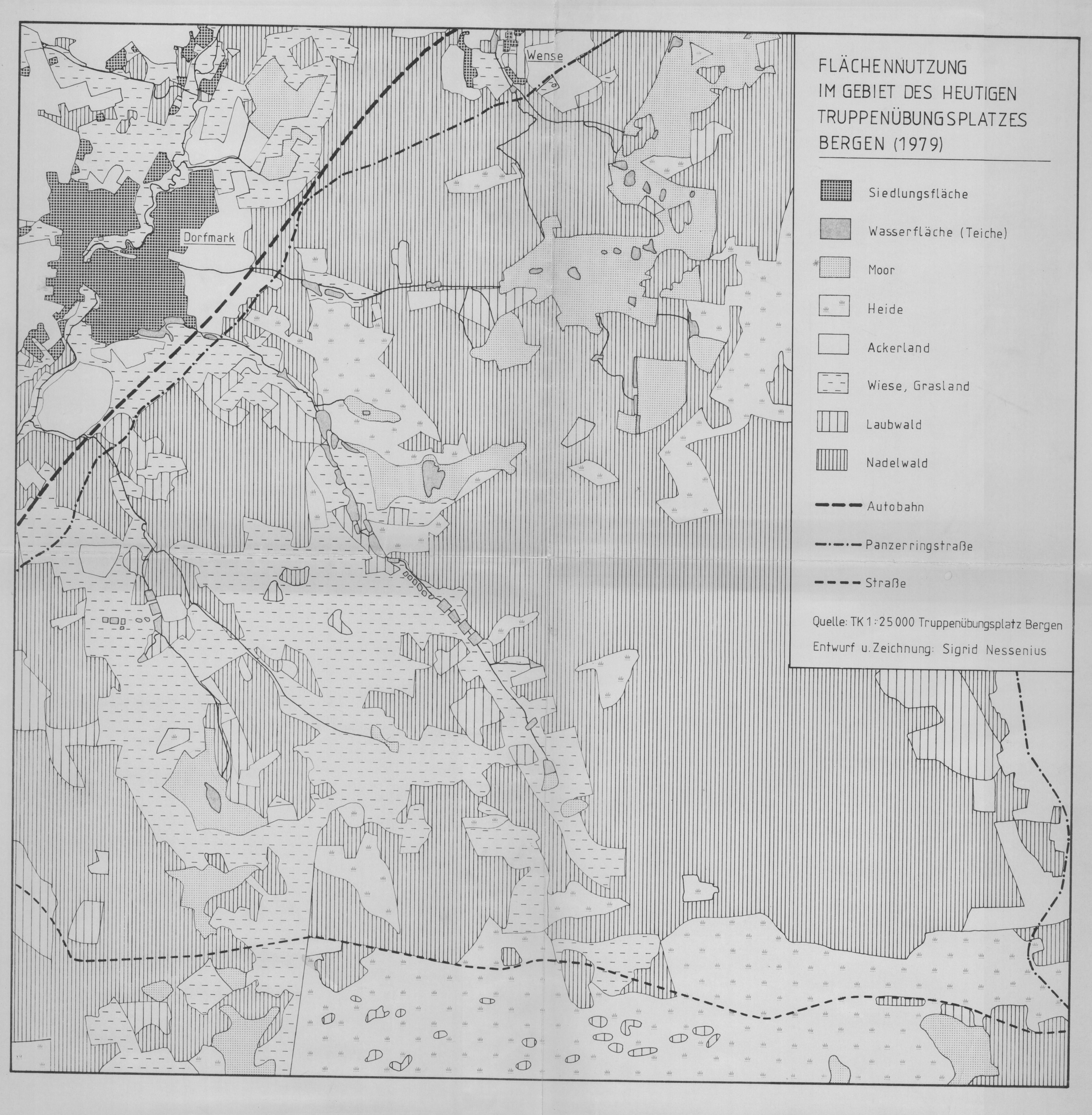
Flächennutzung 1979. Ortschaften und Höfe, die innerhalb des Platzes lagen, sind zu Wüstungen geworden. Durch Aufforstungen haben die Waldflächen zugenommen. Teile des früheren Ackerlandes und der Wiesen werden als Grünland erhalten.
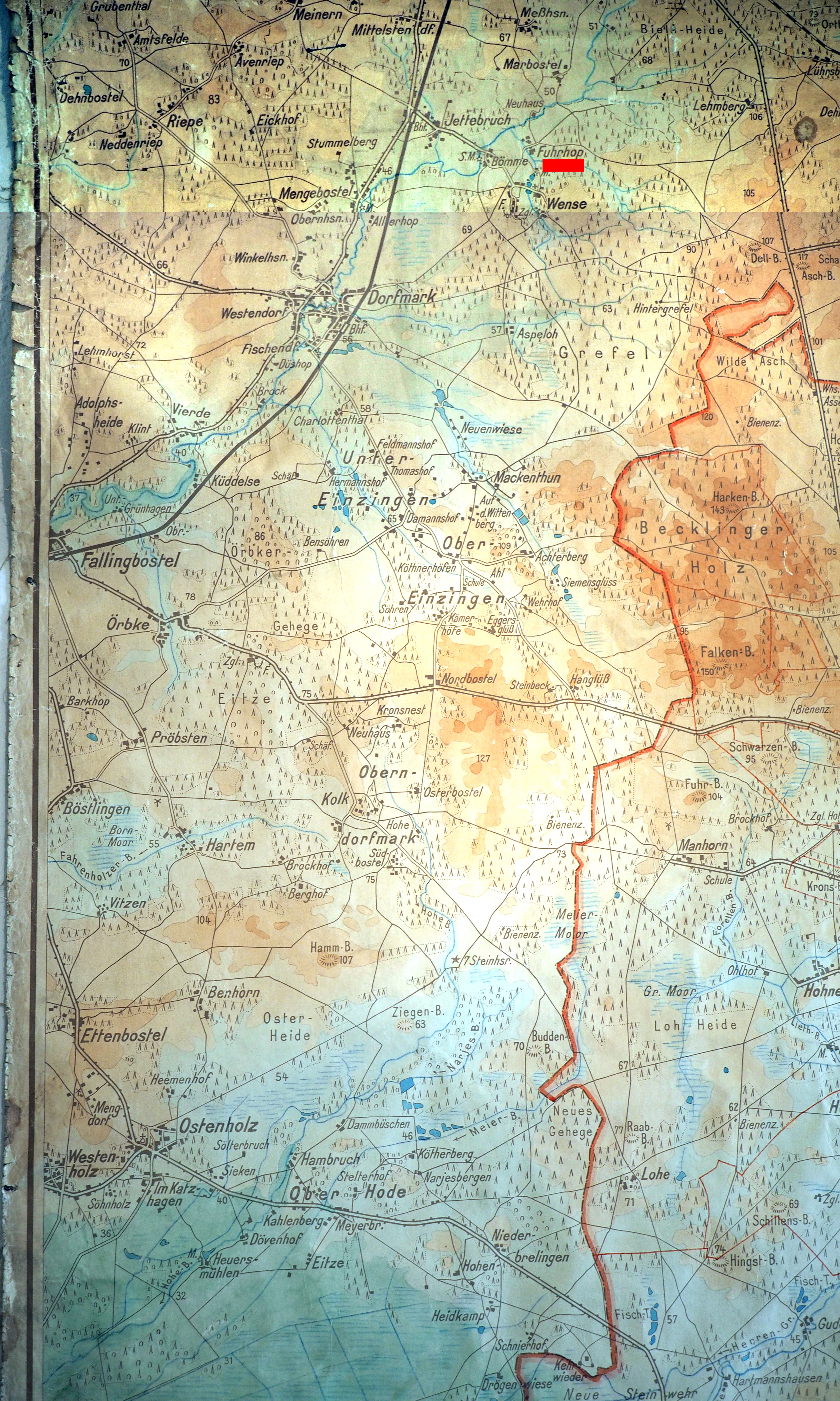

## Geschichte
Die heutigen Gemarkungen gehen zurück auf die früheren Gemeinden des Landkreises Fallingbostel im Regierungsbezirk Lüneburg der preußischen Provinz Hannover.
1935 wurde von der deutschen Wehrmacht zwischen Bergen und Fallingbostel der Truppenübungsplatz Bergen angelegt. Dazu wurden insgesamt 24 Gemeinden aufgelöst und deren Bewohner umgesiedelt. 1938 wurde der den Truppenübungsplatz umfassende „Gutsbezirk Platz Bergen“ gebildet und dem Landkreis Fallingbostel zugeordnet. Der Gutsbezirk wurde 1945 in zwei selbständige Bereiche, nämlich in die Gutsbezirke Osterheide und Lohheide, geteilt. Osterheide blieb beim Landkreis Fallingbostel, während Lohheide wieder in den Landkreis Celle eingegliedert wurde. Die Osterheide umfasst heute den im Landkreis Heidekreis gelegenen Teil des 1958 entstandenen „NATO-Schießplatzes Bergen-Hohne“. Zum 1. Januar 2011 hat die Bundesanstalt für Immobilienaufgaben (BImA) den gemeindefreien Bezirk übernommen.

## Rechtliche Situation
Nach § 23 Abs. 4 Satz 3 des Niedersächsischen Kommunalverfassungsgesetz (NKomVG) wird die Verwaltung gemeindefreier Gebiete durch eine Verordnung geregelt. Danach ist die „Erledigung der öffentlichen Aufgaben des eigenen und des übertragenen Wirkungskreises dem Grundeigentümer“, im Falle von Lohheide und Osterheide also dem Bund übertragen. Die Verfassung eines gemeindefreien Bezirkes ist anders als die einer Gemeinde. Seine Organe sind der Bezirksvorsteher und die von den Einwohnern gewählte Einwohnervertretung. Der Bezirksvorsteher wird vom Grundeigentümer vorgeschlagen und dann von der Einwohnervertretung gewählt. Die Beteiligungsrechte der Einwohner beschränken sich auf die Wahl der Vertretung sowie auf die Möglichkeit der Einwohnerfragestunde und Einwohneranhörung während öffentlicher Sitzungen der Vertretung.

## Kulturdenkmäler und Sehenswürdigkeiten
Zu den in und nahe der Osterheide befindlichen Kulturdenkmälern, Sehenswürdigkeiten und Gedenkorten gehören:
- in Oerbke (im Westen):
  - Friedhof der Namenlosen, eine Kriegsgräberstätte, in der rund 30.000 sowjetische Kriegsgefangene des Zweiten Weltkriegs in Massengräbern begraben wurden
- in und nahe Ostenholz (im Südwesten):
  - Fachwerkkirche mit hölzernem Turm aus dem Jahre 1724
  - Hoher Stein, ein Gedenkstein zur Räumung der Gemeinden 1936 zwecks Anlegens eines Truppenübungsplatzes[9]
  - Sieben Steinhäuser, Großsteingräber der Jungsteinzeit im Süden des Truppenübungsplatzes
- in Wense (im Nordwesten):
  - Gutskapelle als prachtvolle Kirche aus dem Jahr 1558

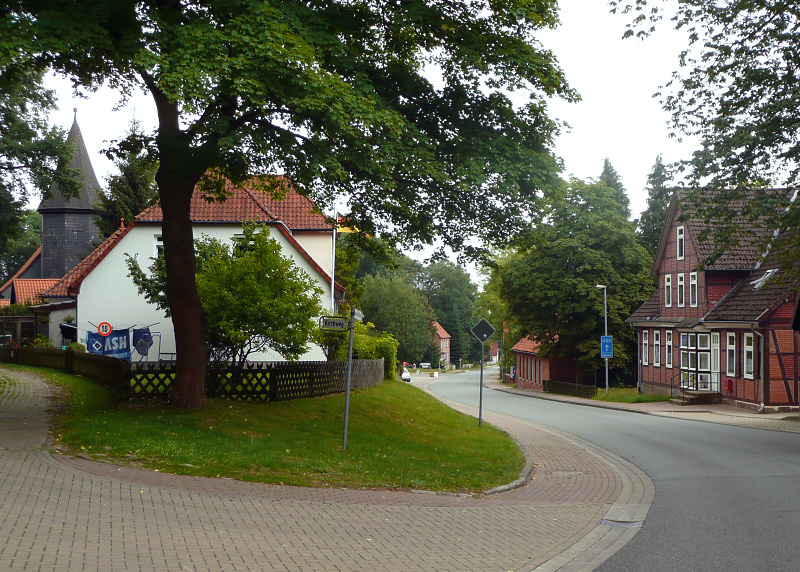
Ostenholz
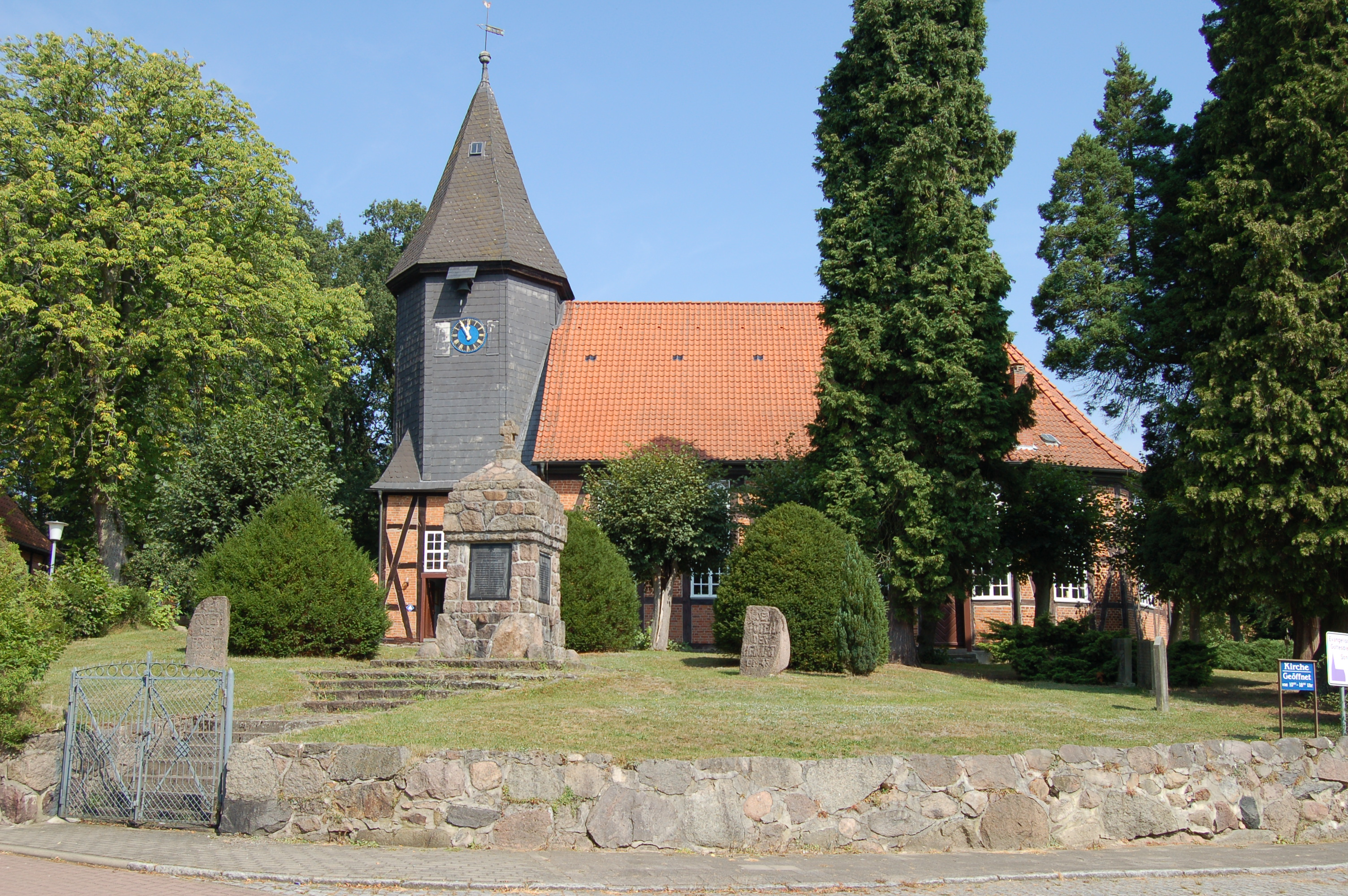
Kirche Ostenholz
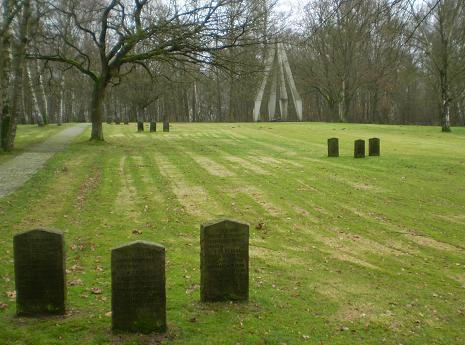
Friedhof der Namenlosen in Oerbke
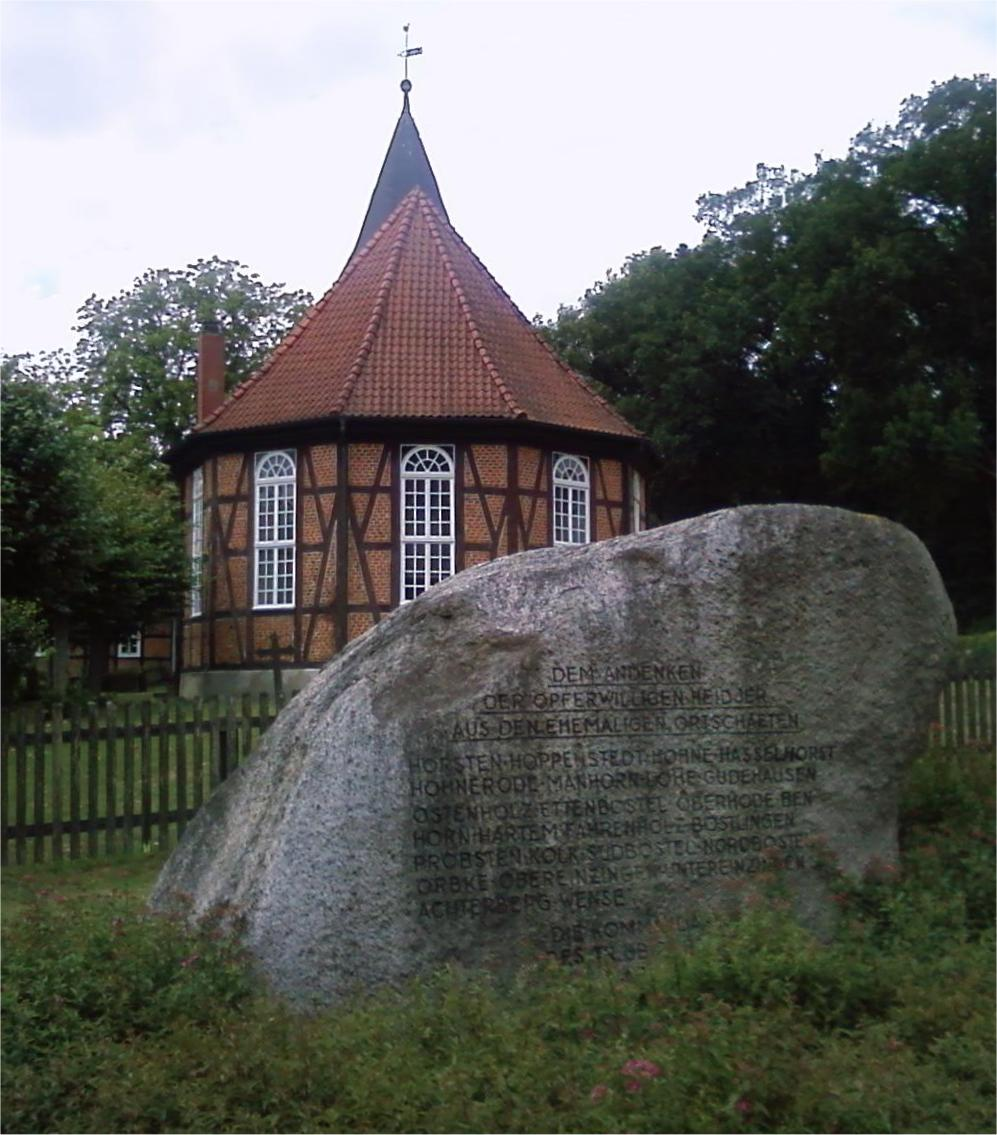
Hoher Stein in Ostenholz

Bau- und Bodendenkmale 
- Liste der Baudenkmale in Osterheide
- Liste der Bodendenkmale in Osterheide

## Wolfsvorkommen
Im April 2017 wurde ein residentes Wolfsrudel festgestellt. Schon im August 2016 waren in Fotofallen fünf Welpen registriert worden. Durch genetische Untersuchungen ist der Rüde als vom Ueckermünder Rudel stammend identifiziert worden.